# 菊花鏈拓撲

菊花鏈拓撲示意图

菊花鏈拓撲（英語：Daisy Chain Topology）是一种网络拓扑，在这种拓扑结构中的设备都连接到一条链或一个环上。除了擁有為星狀基礎的網路，透過菊花鏈以增加更多的電腦到網路的最簡易的方法，或串列下一個連接每台的電腦，如同菊花的花瓣一樣。若是一個訊息是針對電腦中途向下行時，每個系統彈起其沿線於序列中，直到該到達目的地為止。
菊花链拓扑的网络可以传输模拟信号或数字信号，也可以提供电源。

## 運作
任何特定的菊花鏈形成的兩個網絡拓撲結構之一： 
- 線性拓撲結構：線性拓撲結構使一台電腦與下一個之間的雙向鏈接。然而，這是昂貴的電腦的初期，各電腦需要兩個接收器與兩個發送器。例如：A-B-C-D-E、A-B-C-D-E與C-M-N-O（支點為C）即是菊花鏈。
- 環狀拓撲結構：藉由連接電腦的每一端，一個環形拓撲結構就可以被形成。該環的一個優點是，發射器和接收器的數量可以減少一半，因為訊息最終將循環所有周圍的方式。當一個節點發送訊息時，該訊息是由每部電腦在環內進行處理。如果環狀打破在一個特定的鏈接，然後傳輸可以通過反向路徑，從而確保所有節點始終處於連接狀態中的單一故障的情況下被發送。是由一個環路連接的最後一個設備返回到第一個，例如，A-B-C-D-E-A（循環）；這通常被稱為“菊花鏈環”[2][3][4]。